# Vojislav Dosenovich
Vojislav Došenović (eng. Dosenovich) zvani Vojo (Sanski Most, BiH, 27. svibnja 1916. – Omaha, Nabraska, SAD, 24. listopada 2008.), bio je pravoslavni svećenik, pripadnik četničkog pokreta u Drugome svjetskom ratu, srpski politički emigrant i paroh srpske pravoslavne crkve Svetog Nikole u gradu Omahi, u saveznoj državi Nabraski (SAD).

## Djetinjstvo i mladost
Rođen je 27. svibnja 1916., u mjestu Sanski Most, na sjeverozapadu BiH, u sklopu tadašnje Austro-Ugarske Monarhije. U rodnom je mjestu završio pučku (osnovnu) školu, a pravoslavnu gimnaziju i sjemenište završava u Sarajevu, te je studirao na Pravoslavnom bogoslovnom fakultetu u Beogradu.

## Drugi svjetski rat u Jugoslaviji
Početak Drugoga svjetskog rata, okupacija Kraljevine Jugoslavije i uspostava NDH, zatekli su ga u Sanskom Mostu, gdje je radio kao vjeroučitelj u državnoj pučkoj školi, da bi ga vlasti NDH, 29. listopada 1941., otpustile iz službe i premjestile u Staru Pazovu, u Srijemu, gdje nikad nije otišao jer se priključio odmetničkom četničkom pokretu, ali je do 17. listopada 1944., primao učiteljsku plaću.
Ujesen 1941., priključuje je četničkom pokretu, te boravi na širem području Bihaća, kao četnički nacionalni povjerenik i sudjeluje u organizaciji obavještajne službe i održavanju veza s lokalnim muslimanskim stanovništvom. Kasnije je sudjelovao u borbama protiv partizana u okolici Banja Luke, Bosanskog Novog i Dvora na Uni.

## Odlazak u emigraciju i boravak u Americi
Krajem prosinca 1944., sudjelovao je u organiziranom povlačenju četničkih jedinica preko Hrvatskog primorja, dalje u Sloveniju i Italiju, gdje dočekuje kraj rata, te se u svibnju 1945., predaje Amerikancima. U razdoblju od proljeća 1945., do ljeta 1948., boravi u nekoliko savezničkih izbjegličkih logora (eng. Displaced persons camp) u Italiji, da bi u ljeto 1948., preko Genove došao u SAD, te se kao i većina raseljenih osoba (eng. Displaced persons), smjestio u državi Nabraski, na Srednjem Zapadu SAD-a. Iduće, 1949., zaposlio se u gradu St. Louisu, gdje se i oženio za Nadinu (djevojački eng. Zeraich, hrv. Žerajić, 30. travnja 1925. – 19. veljače 2022.), iz srpske emigranske obitelji Žerajić, porijeklom iz Nevesinja, u istočnoj Hercegovini, čiji je rođak bio Bogdan Žerajić, član terorističkog udruženja Crna ruka. Ubrzo su se preselili u grad Omahu, najveći grad savezne države Nabraske, gdje je postavljen na mjesto paroha srpske pravoslavne crkve Sv. Nikole (eng. St. Nicholas Orthodox Church of Omaha), u 30th Street. Sama vjerska organizacija bila je osnovane 1917., da bi, nakon Drugoga svjetskog rata, primarno služila kao okupljalište pripadnika srpske (političke) emigracije, a kasnije, nakon raspada Jugoslavije, 1991., i ostalih pravoslavnih vjernika u gradu Omahi, poput Rusa, Rumunja, Bugara i drugih, ali i Amerikanaca pravoslavne vjeroispovijesti. U spomenutoj je crkvi radio kao paroh od 1949. do 2005.godine.
Tijekom 1960-ih paroh Došenović je poticao da srpska zajednica kupuje zemljište i počinje s gradnjom nove crkve, koja je bila dovršena 1989., te se od tada novoizgrađena crkva Sv. Nikole nalazi u Harrison Street, u Omahi. Bio je jedan od inicijatora srpskog emigrantskog časopisa Serb World U.S.A.
Paroh Došenović je na Sveučilištu Nabraska u Omahi, magistrirao sociologiju i psohologiju, a na Sveučilištu Kanzas doktorirao je slavensku književnost. Dvadesetak je godina radio kao predavač ruskog i njemačkog jezika na Sveučilištu Nabraska u Omahi, zatim je bio nastavnik latinskog jezika u javnoj Središnjoj srednjoj školi (eng. Central High School) u Omahi, te je uz to predavao ruski na koledžu Brownell Talbot School u Omahi.
Jedno od najznačajnijih djela koje je napisao tijekom boravka u Americi bila je knjiga So Help Me God!: A Personal Documentary, koju je, 1992., izdala nakladnička kuća Vantage press iz New Yorka, u kojoj paroh Došenović iznosi detalje o svom životu u Bosni, tijekom Drugoga svjetskog rata u NDH i šire u okupiranoj Jugoslaviji.
Umro je 24. listopada 2008., u Omahi, u devedesetdrugoj godini. Pokopan je na gradskom groblju u Omahi.

## Vezani članci
- Mićo Došenović
- Borivoje Karapandžić
- Simo Dubajić
- Momčilo Đujić
- Bogdan Žerajić